# Буратино

Скульптура Буратино в Гомеле

Буратино у Киевского театра кукол

Бурати́но (от burattino: в переводе с итал. — «деревянная кукла-актёр») — персонаж, главный герой сказки Алексея Николаевича Толстого «Золотой ключик, или Приключения Буратино» (1936). Является также персонажем ряда менее известных книг других авторов, множества экранизаций.
Прототипом Буратино является Пиноккио из одноимённой сказки Карло Коллоди. Подзаголовок сказки Коллоди — «История деревянной куклы», опубликованной 7 июля 1881 года в Риме, в её тексте Пиноккио часто называется не по имени, а просто нарицательным именем «бураттино» (итал. il burattino «кукла»).

## Характеристика
Длинноносый деревянный мальчик, вырезанный из полена папой Карло. Получил имя и первую одежду от него же.

Как бы мне её назвать? — раздумывал Карло. — Назову-ка я её Буратино. Это имя принесёт мне счастье. Я знал одно семейство — всех их звали Буратино: отец — Буратино, мать — Буратино, дети — тоже Буратино… Все они жили весело и беспечно…
По характеру «безмозглый, доверчивый дурачок с коротенькими мыслями», но при этом он решителен, любопытен, любит приключения и обладает альтруизмом. Основной его атрибут — золотой ключик. Спутниками Буратино выступают голубоволосая кукла Мальвина (от которой он сбегает в Страну Дураков), её верный пудель Артемон и меланхоличный воздыхатель Пьеро, а главными врагами — Карабас-Барабас, кот Базилио и лиса Алиса.

## Прототип
В театральной актёрской среде 1930-х годов встречалось мнение, что прототипом главного героя является писатель Максим Горький. Фаина Раневская в своей книге «Письма к подруге» написала следующее: «Я сама бы не догадалась, но мне объяснили в театре. Главный герой, Буратино, — это Горький, Мальвина — жена Блока, Любовь Менделеева, а сам Блок выведен как Пьеро. В сказке есть злодей Карабас-Барабас, директор кукольного театра, так вот это — Мейерхольд».
По другой версии прототипом Буратино послужил актёр и режиссёр Михаил Чехов, создавший собственную театральную школу.

## Отличия от Пиноккио
- В истории про Пиноккио нет золотого ключика, черепахи Тортилы, куклы — марионетки, а не самостоятельные персонажи[3].
- В истории про Пиноккио присутствуют персонажи: служанка Феи, улитка, тунец, змея, куница, голубь, а также лодырь и хулиган мальчик Фитиль. В сказке про Буратино их нет, но присутствуют: продавец пиявок Дуремар, крот, барсуки, черепаха Тортила[4].
- Буратино не изменяет своему характеру и внешности до конца сюжета книги и всячески сопротивляется всем попыткам его перевоспитать со стороны папы Карло и Мальвины. Он остаётся весёлой и беспечной куклой. Пиноккио внемлет постоянному перевоспитанию и в конце книги становится воспитанным мальчиком, оставив тем самым образ куклы[3][5].
- История Буратино и его приключения длятся около недели, в то время как у Пиноккио — несколько лет. Сами испытания Пиноккио более сложные и жестокие (тюрьма, каторжные работы и так далее)[4].
- В отличие от Буратино, длинный нос Пиноккио ещё более удлиняется, когда он лжёт[4].